# A Tiêng
A Tiêng is een xã in het district Tây Giang, een van de districten in de Vietnamese provincie Quảng Nam. A Tiêng heeft ruim 1400 inwoners op een oppervlakte van 64,36 km².

## Geografie en topografie
A Tiêng ligt in centraal in Tây Giang. In het westen grenst A Tiêng met de provincie Sekong in de Democratische Volksrepubliek Laos. De aangrenzende xã's in Tây Giang zijn A Nông, Bha Lê, A Vương, Dang en Lăng.
De A Vương stroomt door A Tiêng.